# 525 (numero)
Cinquecentoventicinque (525) è il numero naturale dopo il 524 e prima del 526.

## Proprietà matematiche
- È un numero dispari.
- È un numero composto con 12 divisori: 1, 3, 5, 7, 15, 21, 25, 35, 75, 105, 175, 525. Poiché la somma dei suoi divisori (escluso il numero stesso) è 467 < 525, è un numero difettivo.
- È un numero nontotiente in quanto dispari e diverso da 1.
- È un numero palindromo e un numero ondulante nel sistema numerico decimale.
- È un numero colombiano nel sistema numerico decimale.
- È un numero malvagio.
- È un numero congruente.
- È parte delle terne pitagoriche (92, 525, 533), (147, 504, 525), (180, 525, 555), (280, 525, 595), (315, 420, 525), (440, 525, 685), (500, 525, 725), (525, 800, 875), (525, 864, 1011), (525, 1040, 1165), (525, 1260, 1365), (525, 1800, 1875), (525, 2156, 2219), (525, 2788, 2837), (525, 3040, 3085), (525, 3920, 3955), (525, 5500, 5525), (525, 6552, 6573), (525, 9180, 9195), (525, 15308, 15317), (525, 19684, 19691), (525, 27560, 27565), (525, 45936, 45939), (525, 137812, 137813).

## Astronomia
- 525 Adelaide è un asteroide della fascia principale.
- NGC 525 è una galassia lenticolare della costellazione dei Pesci.

## Astronautica
- Cosmos 525 è un satellite artificiale russo.